# Moadon Kaduregel Hapoel Tverya
Il Moadon Kaduregel Hapoel Tverya in ebraico מועדון כדורגל הפועל טבריה‎?, noto come Hapoel Tiberiade, è stata una società calcistica di Tiberiade (Israele).